# José María Gil Tamayo
José María Gil Tamayo (Zalamea de la Serena, 5 giugno 1957) è un arcivescovo cattolico spagnolo, dal 1º febbraio 2023 arcivescovo metropolita di Granada.

## Biografia
José María Gil Tamayo è nato a Zalamea de la Serena il 5 giugno 1957.

### Formazione e ministero sacerdotale
Ha compiuto gli studi per il sacerdozio nel seminario "Sant'Antonio". Ha conseguito la laurea in studi ecclesiastici nella Facoltà di teologia dell'Università di Navarra.
Il 7 settembre 1980 è stato ordinato presbitero per l'arcidiocesi di Mérida-Badajoz. Per nove anni ha esercitato il ministero pastorale in diversi villaggi rurali come vicario parrocchiale, parroco e docente di religione nelle scuole. In seguito si è laureato in scienze dell'informazione all'Università di Navarra. Nel 1992 ha assunto la direzione dell'Ufficio per i mezzi di comunicazione sociale e dell'Ufficio informazioni della sua diocesi e poi è stato nominato canonico del capitolo della cattedrale di Badajoz.
Ha insegnato al corso per il diploma post laurea in esperto in comunicazione della Pontificia Università di Salamanca e per il diploma in comunicazione sociale promosso nelle diocesi cubane dal Pontificio consiglio delle comunicazioni sociali e dalla Conferenza dei vescovi cattolici di Cuba. È stato professore invitato all'Università Cattolica di El Salvador e ha tenuto lezioni anche a Porto Rico.
Dal 1998 al 2011 è stato direttore del segretariato della commissione per i mezzi di comunicazione sociale della Conferenza episcopale spagnola. Ha inoltre diretto il Servizio informazioni della Chiesa cattolica in Spagna (SIC).
In campo internazionale è stato esperto del Comitato episcopale europeo per i media (CEEM) dal 2001 al 2011; collaboratore della Rete informatica della Chiesa in America Latina (RIIAL) e ha fornito consulenza su questioni pastorali di comunicazione ai vescovi delle Conferenze episcopali di El Salvador e del Cile. È stato membro del Comitato preparatorio internazionale del Congresso mondiale della TV cattolica tenutosi a Madrid nell'ottobre del 2006, dirigendo anche l'ufficio stampa di quell'evento.
È stato portavoce di lingua spagnola alla XIII assemblea generale ordinaria del Sinodo dei vescovi che ha avuto luogo nella Città del Vaticano dal 7 al 28 ottobre 2018 sul tema "La nuova evangelizzazione per la trasmissione della fede cristiana".
Durante il periodo di sede vacante successivo alle dimissioni di papa Benedetto XVI e nel successivo conclave ha avuto l'incarico di vice portavoce di lingua spagnola.
Dal 2006 al 2016 è stato consultore del Pontificio consiglio delle comunicazioni sociali.
Il 20 novembre 2013 è stato eletto segretario generale della Conferenza episcopale spagnola per un quinquennio.

### Ministero episcopale
Il 6 novembre 2018 papa Francesco lo ha nominato vescovo di Avila. Il 21 dello stesso mese ha terminato il mandato di segretario generale della Conferenza episcopale. Ha ricevuto l'ordinazione episcopale il 15 dicembre successivo nella cattedrale di Avila dal cardinale Ricardo Blázquez Pérez, arcivescovo metropolita di Valladolid, co-consacranti il vescovo emerito di Avila Jesús García Burillo e l'arcivescovo Renzo Fratini, nunzio apostolico in Spagna e Andorra. Durante la stessa celebrazione ha preso possesso della diocesi.
In seno alla Conferenza episcopale spagnola è membro della commissione esecutiva dal 3 marzo 2020 e presidente della consiglio per gli studi e i progetti dall'aprile del 2022. In precedenza è stato membro della commissione per i mezzi di comunicazione sociale dall'aprile del 2019 al 2020.
Il 16 luglio 2022 papa Francesco lo ha nominato arcivescovo coadiutore di Granada. Il 1º febbraio 2023 è succeduto nella medesima sede all'arcivescovo Francisco Javier Martínez Fernández.

## Genealogia episcopale
La genealogia episcopale è:
- Cardinale Scipione Rebiba
- Cardinale Giulio Antonio Santori
- Cardinale Girolamo Bernerio, O.P.
- Arcivescovo Galeazzo Sanvitale
- Cardinale Ludovico Ludovisi
- Cardinale Luigi Caetani
- Cardinale Ulderico Carpegna
- Cardinale Paluzzo Paluzzi Altieri degli Albertoni
- Papa Benedetto XIII
- Papa Benedetto XIV
- Papa Clemente XIII
- Cardinale Marcantonio Colonna
- Cardinale Giacinto Sigismondo Gerdil, B.
- Cardinale Giulio Maria della Somaglia
- Cardinale Carlo Odescalchi, S.I.
- Cardinale Costantino Patrizi Naro
- Cardinale Serafino Vannutelli
- Cardinale Domenico Serafini, Cong. Subl. O.S.B.
- Cardinale Pietro Fumasoni Biondi
- Cardinale Antonio Riberi
- Cardinale Ángel Suquía Goicoechea
- Cardinale Antonio María Rouco Varela
- Cardinale Ricardo Blázquez Pérez
- Arcivescovo José Luis Retana Gozalo